# (12789) Salvadoraguirre
(12789) Salvadoraguirre est un astéroïde de la ceinture principale.

## Description
(12789) Salvadoraguirre est un astéroïde de la ceinture principale. Il fut découvert le 14 octobre 1995 à Kitt Peak par Carl W. Hergenrother. Il présente une orbite caractérisée par un demi-grand axe de 2,32 UA, une excentricité de 0,16 et une inclinaison de 23,3° par rapport à l'écliptique.

## Compléments